# Orehovica (Vipava)
Orehovica (Duits: Nussdorf) is een plaats in Slovenië en maakt deel uit van de gemeente Vipava in de NUTS-3-regio Goriška. De plaats telde 167 inwoners op 1 januari 2020.